# Phorbia hadyensis
Phorbia hadyensis – gatunek muchówki z rodziny śmietkowatych.
Gatunek ten opisany został w 1993 roku przez Davida Michaela Acklanda na podstawie trzech samców, odłowionych w 1984 roku w miejscowości Hády koło Brna.
Muchówka szarawej barwy i niewielkich rozmiarów, osiągająca 3 mm długości skrzydła. Wentralne włoski tarczkowe u niej nie występują. Szczecinki przedskrzydłowe są nie dłuższe niż tylna para szczecinek notopleuralnych. Tak jak u innych przedstawicieli grupy gatunkowej fumigata postgonit samca jest spiczasty, a stosunkowo płaskie płytki przysadkowe wydłużone są ku wierzchołkom w dwa płatki mniej lub bardziej zespolone z sierpowatymi w widoku bocznym surstyli. Od bardzo podobnej P. genitalis samca odróżnić można po U-kształtnie połączonych w widoku brzusznym płatach piątego sternitu odwłoka, mniej więcej tak szerokiej jak długiej płytce przysadkowej, krótszym i nie zwężającym się disifallusie, zaopatrzonym w krótszy i grubszy akrofallus oraz szerszymi w widoku bocznym surstyli o nabrzamiałej w widoku kaudalnym krawędzi zewnętrzno-nasadowej. Od P. fumigata samiec różni się krótkim i spiczastym, w zarysie trójkątnym nadprąciem oraz palisadami długich włosków na wewnętrznej powierzchni surstyli, biegnącymi przez całą ich szerokość.
Owad znany wyłącznie z Czech.